# Moriat
Moriat est une commune française située dans le département du Puy-de-Dôme, en région Auvergne-Rhône-Alpes.
Commune située au sud du département du Puy-de-Dôme et de l'agglomération du Pays d'Issoire et de l'aire d'attraction d'Issoire dont elle fait partie, elle compte 388 habitants au recensement de 2022, appelés les Morians et les Moriannes.

## Géographie
Le village de Moriat est accroché aux flancs de la chaux de la Rodde. Il domine une petite plaine alluvionnaire bordée par la rivière Alagnon. De la place du Pouget on peut observer en regardant vers l'est, les monts du Livradois et au premier plan le bassin minier.
Au sud-ouest le hameau de Scoularoux est lové entre Caure et Rodde.
| Vichel                | Saint-Germain-Lembron            | Charbonnier-les-Mines      |
| Saint-Gervazy         | Moriat                           | Sainte-Florine Haute-Loire |
| Chambezon Haute-Loire | Lempdes-sur-Allagnon Haute-Loire |                            |

### Climat
Pour des articles plus généraux, voir Climat d'Auvergne-Rhône-Alpes et Climat du Puy-de-Dôme.
En 2010, le climat de la commune est de type climat océanique dégradé des plaines du Centre et du Nord, selon une étude du Centre national de la recherche scientifique s'appuyant sur une série de données couvrant la période 1971-2000. En 2020, Météo-France publie une typologie des climats de la France métropolitaine dans laquelle la commune est exposée à un climat de montagne ou de marges de montagne et est dans la région climatique  Nord-est du Massif Central, caractérisée par une pluviométrie annuelle de 800 à 1 200 mm, bien répartie dans l’année. 
Pour la période 1971-2000, la température annuelle moyenne est de 11,1 °C, avec une amplitude thermique annuelle de 16,4 °C. Le cumul annuel moyen de précipitations est de 638 mm, avec 7,2 jours de précipitations en janvier et 6,4 jours en juillet. Pour la période 1991-2020, la température moyenne annuelle observée sur la station météorologique de Météo-France la plus proche, « Autrac », sur la commune d'Autrac à 13 km à vol d'oiseau, est de 10,5 °C et le cumul annuel moyen de précipitations est de 711,4 mm,. Pour l'avenir, les paramètres climatiques de la commune estimés pour 2050 selon différents scénarios d'émission de gaz à effet de serre sont consultables sur un site dédié publié par Météo-France en novembre 2022.

## Urbanisme

### Typologie
Au 1er janvier 2024, Moriat est catégorisée commune rurale à habitat dispersé, selon la nouvelle grille communale de densité à sept niveaux définie par l'Insee en 2022.
Elle est située hors unité urbaine. Par ailleurs la commune fait partie de l'aire d'attraction d'Issoire, dont elle est une commune de la couronne,. Cette aire, qui regroupe 53 communes, est catégorisée dans les aires de moins de 50 000 habitants,.

### Occupation des sols
L'occupation des sols de la commune, telle qu'elle ressort de la base de données européenne d’occupation biophysique des sols Corine Land Cover (CLC), est marquée par l'importance des territoires agricoles (77,6 % en 2018), une proportion sensiblement équivalente à celle de 1990 (77,7 %). La répartition détaillée en 2018 est la suivante : terres arables (36,6 %), prairies (25,7 %), forêts (19,4 %), zones agricoles hétérogènes (15,3 %), zones urbanisées (3 %). L'évolution de l’occupation des sols de la commune et de ses infrastructures peut être observée sur les différentes représentations cartographiques du territoire : la carte de Cassini (XVIIIe siècle), la carte d'état-major (1820-1866) et les cartes ou photos aériennes de l'IGN pour la période actuelle (1950 à aujourd'hui).

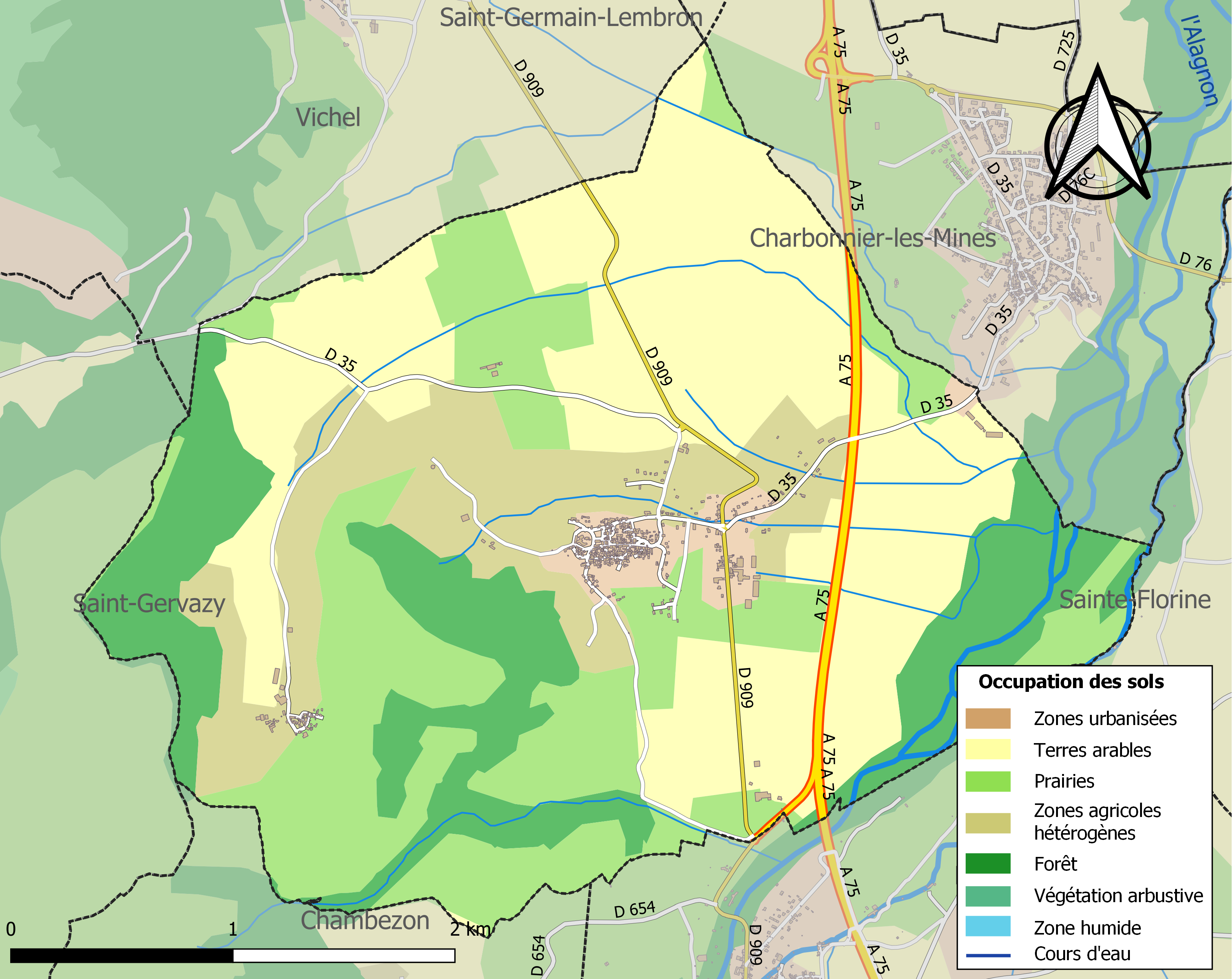
Carte des infrastructures et de l'occupation des sols de la commune en 2018 (CLC).

### Voies de communication et transports
La commune est traversée par l'autoroute A75 reliant Clermont-Ferrand à Béziers, avec un accès par l'échangeur 19 de Lempdes-sur-Allagnon, ainsi que les routes départementales 909 (route nationale 9 historique), 909c et 35 (vers Saint-Gervazy et Charbonnier-les-Mines).

## Toponymie
Dans les textes anciens, on trouve plusieurs formes : Mauriat, Moriat, De Mauriaco en 1241, Morya au XVe siècle, Morïa (atlas Trudaine), Mauriac en 1790. Orthographié Moriat par décret du 13 novembre 1984[réf. souhaitée].

## Histoire
Du château féodal on ne retrouve que le tracé de l'enceinte qui englobait l'église. Le château actuel sur une hauteur est une construction de la fin du XVIe siècle, très restauré au XIXe siècle. Sa porte fortifiée laisse deviner l'ancien pont-levis.

## Politique et administration
| Période                                  | Période                   | Identité                      | Étiquette | Qualité                                             |
| ---------------------------------------- | ------------------------- | ----------------------------- | --------- | --------------------------------------------------- |
| Les données manquantes sont à compléter. |                           |                               |           |                                                     |
| 1790                                     | 1794                      | Charles Souligoux             |           |                                                     |
| 1794                                     | 1794                      | Antoine Combes                |           |                                                     |
| 1794                                     | 1796                      | Charles Souligoux             |           |                                                     |
| 1796                                     | 1798                      | Pierre Comptour               |           |                                                     |
| 1798                                     | 1799                      | Charles Souligoux             |           |                                                     |
| 1799                                     | 1808                      | Antoine Combes                |           |                                                     |
| 1808                                     | 1820                      | Charles Souligoux             |           |                                                     |
| 1820                                     | 1830                      | Charles Hyacinthe Souligoux   |           |                                                     |
| 1830                                     | 1832                      | Pierre Girard                 |           |                                                     |
| 1832                                     | 1839                      | Jean Baptiste Girard          |           |                                                     |
| 1839                                     | 1848                      | Charles Hyacinthe Souligoux   |           |                                                     |
| 1848                                     | 1855                      | Jean Baptiste Girard          |           |                                                     |
| 1855                                     | 1863                      | Charles Souligoux             |           |                                                     |
| 1863                                     | 1870                      | Jean Souligoux                |           |                                                     |
| 1870                                     | 1871                      | Malon Girard                  |           |                                                     |
| 1871                                     | 1874                      | Pierre Girard                 |           |                                                     |
| 1874                                     | 1878                      | Pierre De Chabron de Solilhac |           |                                                     |
| 1878                                     | 1893                      | Pierre Besson Girard          |           |                                                     |
| 1893                                     | 1896                      | Jean Comptour                 |           |                                                     |
| 1896                                     | 1908                      | Michel Delaire                |           |                                                     |
| 1908                                     | 1912                      | Joannes Combes                |           |                                                     |
| 1912                                     | 1913                      | Antoine Comptour              |           |                                                     |
| 1913                                     | 1914                      | Victor Hugon                  |           |                                                     |
| 1914                                     | 1919                      | Alfred Girard                 |           | Délégué en lieu et place de Hugon Marcel, mobilisé. |
| 1919                                     | 1925                      | Victor Hugon                  |           |                                                     |
| 1925                                     | 1929                      | François Espenel              |           |                                                     |
| 1929                                     | 1936                      | Joannes Combes                |           |                                                     |
| 1936                                     | 1944                      | Joannes Chabrillat            |           |                                                     |
| 1944                                     | 1944                      | Marcel Combes                 |           |                                                     |
| 1944                                     | 1945                      | Émile Tourette                |           |                                                     |
| 1945                                     | 1959                      | Pierre Comptour               |           |                                                     |
| mars 1959                                | mars 1965                 | Henri Girard                  |           |                                                     |
| mars 1965                                | mars 2000                 | Maxime Boudet                 | PS        |                                                     |
| mars 2000                                | mars 2001                 | Marie-Joseph Zemliac          |           |                                                     |
| mars 2001                                | juillet 2007              | Bernard Comptour              | PCF       | Employé EDF                                         |
| juillet 2007                             | mars 2014                 | Gilles Rocha                  |           | Fondeur                                             |
| mars 2014 (réélu en 2020)                | En cours (au 17 mai 2025) | Denis Legendre                |           | Responsable d'entreprise                            |

## Population et société

### Démographie
Les habitants de la commune sont appelés les Morians et les Moriannes.
L'évolution du nombre d'habitants est connue à travers les recensements de la population effectués dans la commune depuis 1793. Pour les communes de moins de 10 000 habitants, une enquête de recensement portant sur toute la population est réalisée tous les cinq ans, les populations de référence des années intermédiaires étant quant à elles estimées par interpolation ou extrapolation. Pour la commune, le premier recensement exhaustif entrant dans le cadre du nouveau dispositif a été réalisé en 2005.

En 2022, la commune comptait 388 habitants, en évolution de +5,72 % par rapport à 2016 (Puy-de-Dôme : +2,1 %, France hors Mayotte : +2,11 %).
| 1793 | 1800 | 1806 | 1821 | 1831 | 1836 | 1841 | 1846 | 1851 |
| ---- | ---- | ---- | ---- | ---- | ---- | ---- | ---- | ---- |
| 642  | 365  | 630  | 633  | 598  | 650  | 638  | 611  | 479  |

| 1856 | 1861 | 1866 | 1872 | 1876 | 1881 | 1886 | 1891 | 1896 |
| ---- | ---- | ---- | ---- | ---- | ---- | ---- | ---- | ---- |
| 678  | 635  | 639  | 642  | 628  | 616  | 650  | 641  | 632  |

| 1901 | 1906 | 1911 | 1921 | 1926 | 1931 | 1936 | 1946 | 1954 |
| ---- | ---- | ---- | ---- | ---- | ---- | ---- | ---- | ---- |
| 583  | 536  | 459  | 423  | 376  | 358  | 334  | 338  | 351  |

| 1962 | 1968 | 1975 | 1982 | 1990 | 1999 | 2005 | 2006 | 2010 |
| ---- | ---- | ---- | ---- | ---- | ---- | ---- | ---- | ---- |
| 340  | 317  | 329  | 320  | 312  | 339  | 358  | 354  | 377  |

| 2015 | 2020 | 2022 | - | - | - | - | - | - |
| ---- | ---- | ---- | - | - | - | - | - | - |
| 362  | 387  | 388  | - | - | - | - | - | - |

## Culture locale et patrimoine

### Lieux et monuments

#### La chaux de la Rodde
La chaux de la Rodde est un plateau basaltique de 22 hectares, ancienne coulée de lave de 8 millions d'années, perchée en plateau à 625 mètres d'altitude à la suite de l'inversion du relief. Sa flore de type méditerranéenne en fait une zone protégée Natura 2000. On y trouve notamment, la spergulaire des moissons, le trèfle pied d'oiseau, le thésium étalé, la véronique en épi, la gagée de Bohême, la tillée de vaillant et dans sa partie humide, la salicaire à feuilles de thym. Ce plateau atypique est un dortoir pour le busard Saint-Martin et abrite une petite colonie de chiroptères dans un ancien boyau d'extraction du basalte. Le site est propriété de la commune qui en a confié la gestion au Conservatoire d'Espaces Naturels d'Auvergne.

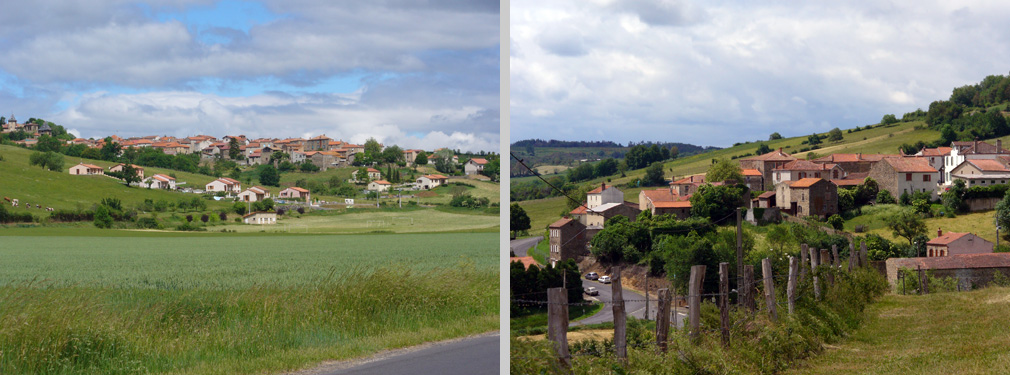
Vue générale.

#### L'église
L'église romane du XIe siècle est dédiée à saint Fiacre.